# 요한 코크

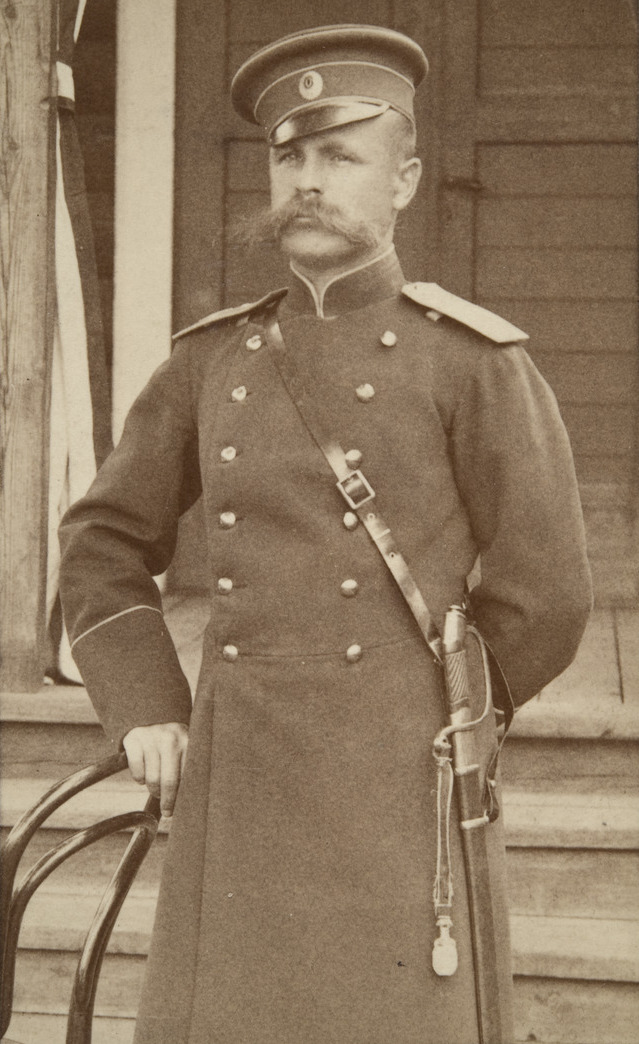

요한 코크(Johan Kock, 1861년 6월 4일-1915년 4월 13일)는 핀란드의 군인, 혁명가다. 핀란드가 러시아 제국령 핀란드 대공국이었을 때 핀란드 육군에서 복무하다 1897년 비푸리에서 최종 계급 대위로 퇴역했다. 1905년 혁명 당시 노동군단 지도자를 지냈다.
1861년 헬싱키에서 태어났다. 비푸리에서 기자 생활을 하면서 혁명 관련 저작물을 스웨덴에서 핀란드를 거쳐 러시아로 밀반입하는 일을 했다. 1905년 러시아 제1혁명의 와중 핀란드에서도 학계와 노동계가 연대하여 차르의 정치에 저항하는 총파업을 일으켰다. 코크는 "노동군단"의 지도자가 되었다. 당시 코크는 핀란드 총독 이반 오볼렌스키의 신뢰를 얻고 있었다. 하지만 오볼렌스키는 입헌주의자들과 협상하여 파업을 정치적으로 끝내려고 했다. 학계는 코크의 지도를 받아들이지 못했고, 대학생들은 이탈하여 괴스타 퇴르슬레프를 지도자로 하는 자체 조직을 만들었다.
입헌주의자들은 11월 5일 파업을 끝내고자 했지만 노동군단은 지속을 원했다. 코크는 파업 지지측을 대표하여 협상에 참여해 11월 6일 파업을 끝내기로 하고 11월 7일 헬싱키의 경찰서들에서 노동군단 병력을 물렸다.
1906년 스베아보리 요새(핀란드명 수오멘린나 요새) 주둔 병사들이 반란을 일으키자 코크는 거기 가담했다. 반란이 실패하자 다른 혁명가들과 함께 스웨덴을 거쳐 영국으로 도피한 뒤 미국에 정착했다. 1915년 매사추세츠 피츠버그에서 죽었다.